# International Formula 3000
La Formula 3000 International Championship o Formula 3000 Internazionale (chiamata inizialmente European Formula 3000 Championship) fu un campionato motoristico riservato a vetture di Formula 3000 creato dalla Federazione Internazionale dell'Automobile (FIA) nel 1985 quale formula propedeutica all'ingresso dei piloti alla Formula 1. Per i piloti era necessario essere in possesso della Licenza Internazionale A.
Sostituì di fatto il campionato europeo di Formula 2 divenuto troppo costoso, ottenendo anche l'obiettivo di riutilizzare i motori Cosworth DFV diventati obsoleti con l'arrivo del turbo in F1.
Al debutto della categoria, le prestazioni di una vettura di Formula 3000 erano superiori rispetto alle Formula 2 e i tempi sul giro erano addirittura migliori di quelli delle Formula 1 con motori aspirati di 3-4 anni prima e ciò grazie al minor peso ed alla evoluzione di freni e sospensioni.  
Il campionato chiuse i battenti nel 2004, quando venne rimpiazzato dalla GP2.

## Specifiche tecniche

### I motori
La Formula 3000 prese il suo nome dai motori inizialmente impiegati, ossia dei Cosworth DFV 3.0 L (183ci) di Formula 1, ormai resi obsoleti dall'arrivo dei motori turbo.
Le regole permettevano dei motori V8 con bancata a 90°, con un limitatore di potenza per garantire una miglior affidabilità anche al fine di contenere i costi. Oltre ai Cosworth, partecipò un motore Honda basato su quello preparato per la Indy da John Judd; venne prospettata anche l'entrata di motori Lamborghini, che però non fecero mai l'apparizione in gara. Negli anni a seguire fu importante il ruolo dei Mugen-Honda che di fatto portarono alla fine del predominio dei DFV; La Cosworth rispose con i nuovi motori denominati AC. I costi di questi sviluppi tecnici divennero però presto insostenibili.

### Telaio

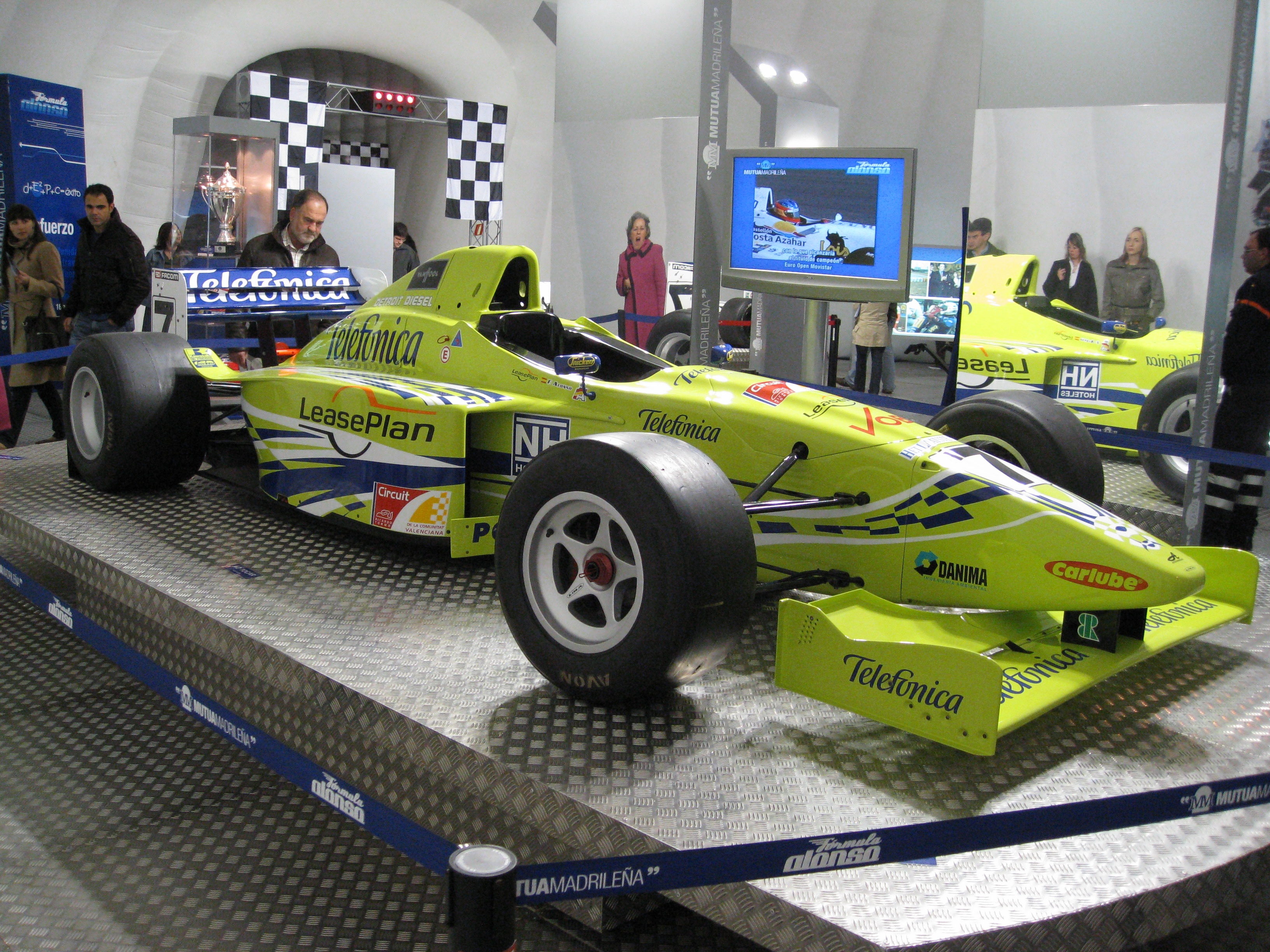
Una Lola utilizzata nel 2000.

I primi telai proposti da March, AGS e Ralt non erano altro che vetture di Formula 2 rivisitate, mentre la Lola propose un telaio derivato dalla IndyCar. Qualche team presentò delle vecchie vetture di Formula 1 prodotte dalla Tyrrell, Williams, Minardi e RAM, ma con poco successo. Sia le vetture di F1 che quelle derivate dalla Indycar erano poco maneggevoli, il loro serbatoio era sproporzionato alle esigenze della F3000 e la distribuzione dei pesi risultava perdente.
Nelle prime stagioni i migliori risultati vennero ottenuti dai telai March. Questo fino all'arrivo nel 1988 della Reynard Motorsport, che aveva una tradizione di vittorie nelle prime gare affrontate in ciascuna categoria. La striscia favorevole non si interruppe nemmeno in F3000. Negli anni successivi la lotta fu tra la Lola e la Reynard, con un calo di competitività dei telai March.
Di fatto alla metà degli anni novanta la categoria era divenuta un monopolio della Reynard, sebbene oltre alla Lola anche due costruttori giapponesi si fossero affacciati nel campionato: la Footwork e la Dome. Anche il costruttore italiano Dallara tentò di entrare nel campionato ma preferì poi concentrarsi sulla F1. Esiste anche una vettura che, pur creata, non partecipò mai a gare del campionato: una Wagner con motore BMW. Venne riconvertita per la gara con vetture sport.

## Controversie tecniche
Molte sono state le controversie sorte nel corso degli anni di campionato. Già nel 1985 ci fu un primo problema in quanto le regole definitive per il campionato apparvero solo poco tempo prima dell'inizio del campionato stesso. Nel 1987 si aprì una discussione sul livello dei piloti, considerato troppo scadente e foriero di incidenti troppo frequenti.
Nel 1989 la conformità della nuova Reynard fu approvata solo dopo la modifica del musetto, in quanto il precedente modello non aveva superato il crash test. La stagione fu caratterizzata dai primi problemi dovuto all'incremento dei costi, con molte scuderie che facevano fatica a completare l'intera stagione. Questo portava spesso a dei cambi nella compagine dei piloti. Venne così introdotta la regola del numero massimo di due piloti per vetture in un anno.
Nel 1991 la buona performance di molti team italiani fu dovuta all'utilizzo della benzina Agip  "jungle juice", già utilizzata in Formula 1, che consentiva una maggiore potenza stimata in 15 bhp. Negli ultimi anni venne nuovamente messa sotto accusa la scarsa sicurezza delle gare. Si registrò anche un incidente mortale,  quello di Marco Campos, nell'ultima gara del 1995. Marco Campos in una gara a Magny Cours, tamponò scorrettamente Thomas Biagi, la sua vettura decollò in aria schiantandosi sulle barriere. Il brasiliano morì diversi giorni dopo per le tremende ferite riportate.

## Gare
Le gare della Formula 3000 durante l'epoca dei telai liberi erano lunghe circa 160–200 km, e si svolgevano in molti circuiti importanti, spesso in weekend in cui venivano ospitate anche altre gare. La gara più importante per molte stagioni fu il Gran Premio di Pau, seguito dal Birmingham Superprix.

## L'era del monomarca
Nonostante il buon livello propedeutico (corsero nella categoria piloti del calibro di Philippe Alliot, Andrea Montermini, Marco Apicella, Pedro Lamy, Emanuele Naspetti, Mark Blundell, Alberto Lenti, Michael Bartels, Maurício Gugelmin, JJ Lehto, Pierluigi Martini, Gianni Morbidelli, gli sfortunati Philippe Streiff, Karl Wendlinger, Martin Donnelly) si verificò un preoccupante scadimento d'interesse che portò alla fine del regime di telaio/motore liberi (nel 1993/1994).
Nel 1996 la serie passò a un monomarca con vetture Lola spinte da motori Zytek (dei Judd V8) e pneumatici Avon (la standardizzazione delle gomme fu introdotta già dal 1986). L'anno seguente il calendario fu abbinato ai Gran Premi di Formula 1 nella maggior parte degli eventi europei così da funzionare come evento di supporto. Gli inizi furono ottimi con punte di 40 iscritti; dal 2000 si limitò la categoria a sole 15 scuderie, da due vetture ciascuno.
Ciò nonostante, la serie si trovò ben presto in popolarità calante a causa di alcuni discutibili decisioni organizzative, di costi elevati e della concorrenza di altre serie simili (la Formula 3000 europea o la Formula Nissan) i cui piloti spesso arrivavano più rapidamente ad avere possibilità in Formula 1. Ciò segnò la fine del campionato e la nascita della GP2.
Tuttavia le monoposto in dotazione nel triennio 2002-2004 (le Lola B02/50-Zytek) sono state utilizzate per il campionato italiano di Formula 3000 nel 2005, divenuto Euroseries 3000.

## Albo d'oro
| Stagione | Campione                 | Team campione       | Vettura          |
| -------- | ------------------------ | ------------------- | ---------------- |
| 1985     | Christian Danner         | BS Automotive       | March-Cosworth   |
| 1986     | Ivan Capelli             | Genoa Racing        | March-Cosworth   |
| 1987     | Stefano Modena           | Onyx                | March-Cosworth   |
| 1988     | Roberto Moreno           | Bromley Motorsport  | Reynard-Cosworth |
| 1989     | Jean Alesi               | Eddie Jordan Racing | Reynard-Cosworth |
| 1990     | Érik Comas               | DAMS                | Lola-Mugen       |
| 1991     | Christian Fittipaldi     | Pacific Racing      | Reynard-Mugen    |
| 1992     | Luca Badoer              | Crypton Engineering | Reynard-Cosworth |
| 1993     | Olivier Panis            | DAMS                | Reynard-Cosworth |
| 1994     | Jean-Christophe Boullion | DAMS                | Reynard-Cosworth |
| 1995     | Vincenzo Sospiri         | Super Nova Racing   | Reynard-Cosworth |
| 1996     | Jörg Müller              | RSM Marko           | Lola-Zytek       |
| 1997     | Ricardo Zonta            | Super Nova Racing   | Lola-Zytek       |
| 1998     | Juan Pablo Montoya       | Super Nova Racing   | Lola-Zytek       |
| 1999     | Nick Heidfeld            | West Competition    | Lola-Zytek       |
| 2000     | Bruno Junqueira          | Super Nova Racing   | Lola-Zytek       |
| 2001     | Justin Wilson            | Nordic Racing       | Lola-Zytek       |
| 2002     | Sébastien Bourdais       | Super Nova Racing   | Lola-Zytek       |
| 2003     | Björn Wirdheim           | Arden International | Lola-Zytek       |
| 2004     | Vitantonio Liuzzi        | Arden International | Lola-Zytek       |

Da notare come nessun campione di Formula 3000 sia mai diventato campione di Formula 1.
Tra i campioni di Formula 3000 solo Jean Alesi, Olivier Panis e Juan Pablo Montoya hanno vinto Gran Premi di Formula 1. Montoya ha inoltre vinto (in entrambi i casi al debutto, eguagliando i record detenuti rispettivamente da Nigel Mansell e Graham Hill) il campionato CART (1999, a 24 anni, pilota più giovane di sempre ad aggiudicarsi il campionato), due 500 Miglia di Indianapolis (2000 e 2015) e due 24 Ore di Daytona (2007-2008). Sébastien Bourdais ha vinto per 4 anni di fila il campionato ChampCar tra il 2004 e il 2007. 
Nelle competizioni automobilistiche a ruote coperte da segnalare i titoli conquistati da Jean-Christophe Boullion nella Le Mans Series (2005-2006), Vincenzo Sospiri nel campionato mondiale FIA Sportscar Championship (denominato International Sports Racing Series nel 1998 e Sports Racing World Cup nel 1999), Jörg Müller nella American Le Mans Series (2000-2001).
Nonostante la vittoria del titolo, Müller, Bruno Junqueira e Björn Wirdheim non hanno mai disputato un gp di F1, fermandosi al ruolo di tester.
Ancora più beffardo il destino di Vincenzo Sospiri, ingaggiato dalla Lola per il campionato 1997: il team parteciperà solo alle qualifiche del primo Gran Premio, in Australia, mancando la qualificazione a causa di prestazioni disastrose (oltre 10 secondi dagli avversari) che costringeranno la squadra al ritiro dal campionato.

## Altri piloti importanti
Se tra i campioni della categoria nessuno è riuscito a laurearsi Campione del Mondo di Formula Uno, ci sono però riusciti altri piloti che vi hanno partecipato. Vi hanno corso infatti Damon Hill (1990-91) (3 pole, 2 giri veloci, un secondo posto) ed un giovanissimo Fernando Alonso (2000) (1 vittoria, 1 pole, 2 giri veloci).
Dalla F3000 Internazionale sono passati anche i plurivincitori della 24 Ore di Le Mans, Tom Kristensen (1996-97) (1 vittoria, 4 pole, 2 giri veloci), Emanuele Pirro (1985-86) (vicecampione nel 1986, 4 vittorie, 4 pole, 3 giri veloci), Yannick Dalmas (1986-87) (2 vittorie, 1 pole, 3 giri veloci).
Altri piloti importanti ad aver corso nella categoria:
Laurent Aiello (1991-92) (1 terzo posto): campione DTM 2002, BTCC 1999 e vincitore della 24 Ore di Le Mans 1998;
Rubens Barrichello (1992) (terzo in campionato, 2 giri veloci, 3 podi): vicecampione di Formula Uno nel 2002 e nel 2004;
Kenny Bräck (1994-96) (vicecampione 1996, 4 vittorie, 5 pole, 3 giri veloci): vincitore della 500 Miglia di Indianapolis nel 1999 e campione IRL 1998;
Emmanuel Collard (1991-93) (1 pole, 2 podi): campione Fia Sportscar Championship 1998 e 1999, Le Mans Series 2005 e 2006;
David Coulthard (1992-94) (terzo nel campionato 1993, 1 vittoria, 3 giri veloci): vicecampione di Formula Uno nel 2001;
Cristiano da Matta (1996): campione ChampCar 2002;
Gil de Ferran (1993-94) (terzo nel campionato 1994, 3 vittorie, 2 pole, 1 giro veloce): campione ChampCar 2000 e 2001, vincitore della 500 Miglia di Indianapolis nel 2003;
Johnny Dumfries (1985 e 1988): vincitore della 24 Ore di Le Mans 1988
Heinz-Harald Frentzen (1990-91): vicecampione di Formula Uno nel 1997;
Bertrand Gachot (1988) (1 pole, 2 secondi posti): vincitore della 24 Ore di Le Mans nel 1991;
Marc Gené (1997) (1 giro veloce): vincitore della 24 Ore di Le Mans 2009;
Fabrizio Giovanardi (1989-91) (1 vittoria): campione Campionato italiano superturismo 1998 e 1999, ETCC dal 2000 al 2002, BTCC 2007 e 2008;
Johnny Herbert (1988) (1 vittoria, 2 pole, 1 giro veloce): 3 gran premi vinti in Formula Uno;
Eddie Irvine (1989-90) (terzo nel campionato 1990, 1 vittoria, 1 pole): vicecampione Formula Uno nel 1999;
Jan Lammers (1986, 1993 e 1995): vincitore della 24 Ore di Le Mans 1988
Nicola Larini (1986-87): campione Campionato italiano superturismo 1992, DTM 1993;
Allan McNish (1989-92, 1994-95) (2 vittorie, 3 pole, 1 giro veloce): vincitore della 24 Ore di Le Mans nel 1998 e nel 2008, campione American Le Mans Series 2000, 2006 e 2007;
Gabriele Tarquini (1985-87) (1 giro veloce, 4 podi): campione BTCC 1994, ETCC 2003, WTCC 2009 e WTCR 2018;
Andy Wallace (1987-88): vincitore della 24 Ore di Le Mans 1988 e della 24 Ore di Daytona 1990, 1997 e 1999;
Mark Webber (2000-2001) (vicecampione 2001, 4 vittorie, 2 pole, 5 giri veloci):
Alessandro Zanardi (1989 e 1991) (vicecampione 1991, 2 vittorie, 3 pole, 3 giri veloci): campione ChampCar 1997 e 1998, Campionato italiano superturismo 2005.
Fra i piloti italiani, da segnalare Alberto Lenti che su sole 7 gare (3 nel 1985 e 4 nel 1986) ha fatto registrare 2 giri veloci e che nel 1987 è stato tester per l'Osella F1.

### Sistema di punteggio
Nella storia della Formula 3000 Internazionale per assegnare il titolo di campione sono stati usati 3 differenti sistemi di punteggio, influenzati da quelli utilizzati dalla Formula 1:
| Sistema di punteggio 1985-1996 | Sistema di punteggio 1985-1996 | Sistema di punteggio 1985-1996 | Sistema di punteggio 1985-1996 | Sistema di punteggio 1985-1996 | Sistema di punteggio 1985-1996 | Sistema di punteggio 1985-1996 | Sistema di punteggio 1985-1996 | Sistema di punteggio 1985-1996 | Sistema di punteggio 1985-1996 | Sistema di punteggio 1985-1996 |
| Posizione                      | 1º                             | 2º                             | 3º                             | 4º                             | 5º                             | 6º                             |                                |                                |                                |                                |
| ------------------------------ | ------------------------------ | ------------------------------ | ------------------------------ | ------------------------------ | ------------------------------ | ------------------------------ | ------------------------------ | ------------------------------ | ------------------------------ | ------------------------------ |
| Punti                          | 9                              | 6                              | 4                              | 3                              | 2                              | 1                              |                                |                                |                                |                                |
| Sistema di punteggio 1997-2002 |                                |                                |                                |                                |                                |                                |                                |                                |                                |                                |
| Posizione                      | 1º                             | 2º                             | 3º                             | 4º                             | 5º                             | 6º                             |                                |                                |                                |                                |
| Punti                          | 10                             | 6                              | 4                              | 3                              | 2                              | 1                              |                                |                                |                                |                                |
| Sistema di punteggio 2003-2004 |                                |                                |                                |                                |                                |                                |                                |                                |                                |                                |
| Posizione                      | 1°                             | 2°                             | 3°                             | 4°                             | 5°                             | 6°                             | 7°                             | 8°                             |                                |                                |
| Punti                          | 10                             | 8                              | 6                              | 5                              | 4                              | 3                              | 2                              | 1                              |                                |                                |

- Classifica scuderie:

Viene introdotta nel 2001; Vi è lo stesso sistema di punteggio dei piloti.

### Altre Gare
Nella storia della categoria si sono svolte anche gare non valide per il campionato:
· Gran Premio di Curaçao 1985 · World Cup 1992 · World Cup 1993 · 1994 World Cup · 1995 Birkin Cars/TVR Invitational Race · Gran Premio di Portorose 2004